# 自由党 (比利时)
自由党（荷蘭語：Liberale Partij）是比利时1846年-1961年间的一个左翼自由主义政党，后在党主席奥默·范奥登霍弗的领导下改组为自由与进步党。

## 历史
自由党成立于1846年。同时也是比利时的第一个政党。瓦尔泰尔·弗雷尔-奧尔邦撰写了新政党的第一宪章。1887年-1900年，从中分离出进步自由主义的进步党。

## 主席
- 1920 - 1921 : 阿尔贝·梅舍林克（Albert Mechelynck）
- 1924 - 1926 : 爱德华·佩谢（Edouard Pécher）
- 1927 - 1933 : 阿尔贝·德韦兹（Albert Devèze）
- 1933 - 1934 : 奥克塔夫·迪克斯（Octave Dierckx）
- 1935 - 1936 : 莱昂·登斯（Léon Dens）
- 1936 - 1937 : 维克托·德拉弗莱（Victor de Laveleye）
- 1937 - 1940 : 埃米尔·库隆沃（Emile Coulonvaux）
- 1940 - 1945 : 雅内·布里戈德（Jane Brigode）和费尔南·德梅（Fernand Demets） (共同主席)
- 1945 - 1953 : 罗歇·莫茨（Roger Motz）
- 1953 - 1954 : 亨利·利巴尔特（Henri Liebaert）
- 1954 - 1958 : 莫里斯·德特奈（Maurice Destenay）
- 1958 - 1961 : 罗歇·莫茨
- 1961 : 奥默·范奥登霍弗（Omer Vanaudenhove）

## 著名成员
- 朱尔·巴拉（Jules Bara）
- 古斯塔夫·博埃尔（Gustave Boël） (1837-1912)，实业家
- 夏尔·比尔斯（Charles Buls)，布鲁塞尔市长 (1881-1899)
- 雅克·科根（Jacques Coghen），(1791-1858)，比利时第二财政大臣
- 欧仁·德法克兹（Eugène Defacqz）
- 弗朗索瓦-菲利普·德奥西（François-Philippe de Haussy），(1789-1869)，首任比利时国民银行行长
- 康斯坦·德·凯尔霍弗·德·登特海姆（Constant de Kerchove de Denterghem）
- 路易·弗兰克（Louis Franck） (1868–1937)，弗拉芒自由派政治家领导人
- 瓦尔泰尔·弗雷尔-奧尔邦，(1812–1896)，撰写了自由党第一宪章
- 夏尔·格罗（Charles Graux）
- 小尤利乌斯·霍斯特（Julius Hoste Jr.） (1884–1954)，商人和弗拉芒自由派政治家领导人
- 保罗·海曼斯（Paul Hymans），首任国际联盟主席
- 保罗·扬松（Paul Janson）
- 保罗-埃米尔·扬松（Paul-Émile Janson）
- 约瑟夫·勒博（Joseph Lebeau）
- 阿尔贝·利拉尔（Albert Lilar）
- 阿道夫·马克斯（Adolphe Max），布鲁塞尔市长 (1909-1939)
- 欧多尔·皮尔梅（Eudore Pirmez）
- 欧仁·普雷维奈尔（Eugène Prévinaire），(1805-1877)，第二任比利时国民银行行长
- 让·雷伊（Jean Rey） (1902-1983)，欧洲委员会主席
- 夏尔·罗日耶（Charles Rogier）
- 古斯塔夫·罗兰-雅克曼（Gustave Rolin-Jaequemyns）
- 欧内斯特·索尔维（Ernest Solvay） (1838-1922)，化学家、实业家、慈善家.
- 亨利·斯托里（Henri Story） (1897-1944)
- 赫尔曼·泰尔林克（Herman Teirlinck） (1879–1967)，比利时作家.
- 皮埃尔·范欣贝克（Pierre Van Humbeeck）
- 扬·范赖斯韦克（Jan Van Rijswijck）
- 皮埃尔-泰奥多尔·费尔哈亨（Pierre-Théodore Verhaegen），布鲁塞尔自由大学创办者
- 拉乌尔·瓦罗凯（Raoul Warocqué）